# 아마고 쓰네히사
아마고 쓰네히사(일본어: 尼子 経久 あまご つねひさ[*], 조로쿠 2년 음력 11월 20일(1458년 12월 25일) ~ 덴분 10년 음력 11월 13일(1541년 11월 30일))는 무로마치 시대 후기부터 센고쿠 시대에 걸쳐 활약한 이즈모의 센고쿠 다이묘이다. 이즈모 슈고다이.
호조 소운·사이토 도산과 함께 하극상의 전형으로 손꼽히는 인물이며, 모리 모토나리·우키타 나오이에와 함께 모략의 천재로 불리며 모성(謀聖)·모장(謀将)이라는 별칭을 얻었다. 쓰네히사, 모토나리, 나오이에를 아울러 주고쿠 삼대 모장(中国の三大謀将)이라고 부르는 경우도 있다.

## 생애

### 소년기
조로쿠(長禄) 2년(1458년) 11월 20일에 이즈모국(出雲)에서 이즈모의 슈고다이(守護代)였던 아마고 기요사다(尼子清定)의 적남으로 태어났다. 아마고 씨는 우다 겐지(미나모토) 사사키 씨에서 갈라진 쿄고쿠 씨의 분가로, 아마고 쓰네히사의 조부인 아마고 모치히사가 본가 당주이자 주군인 쿄고쿠 타카노리로부터 이즈모 슈고다이 직을 임명받은 뒤로 이를 세습하였다. 어렸을 때의 이름은 마타시로(又四郎)라 했으며, 분메이(文明) 6년(1474년) 인질로써 이즈모와 히다(飛騨)・오키(隠岐)・오미(近江)의 슈고(守護)를 맡고 있던 주군 교고쿠 마사쓰네(京極政経)의 교토 저택으로 보내져 5년 동안 있는 교토(京都)에 머물렀고, 원복(元服) 역시 교토에서 행하여 마사쓰네의 이름 한 글자를 받고 쓰네히사(経久)라는 이름을 쓰게 되었다.

### 가독 상속
교토에서의 인질 생활을 마치고 이즈모로 돌아온 쓰네히사는 분메이 10년(1478년)까지 아버지로부터 가독을 이어받는 것을 사양하고 있었다.
당초에 교고쿠 씨측의 입장이었지만 차츰 고쿠진슈(国人衆)와의 결탁이 강화되면서 막부의 명령을 무시하고 마사쓰네의 지샤령(寺社領)을 압령하면서 미호노세키(美保関)의 공용전(公用銭)에 쓸 단전(段銭)의 징수 거부 등을 이어나가며 독자적인 권력 기반을 쌓는다. 그러나 이러한 권력 기반의 확대 과정에서 서부 이즈모의 엔야 씨(塩冶氏)와 대립하는 등 그의 권력 확대에는 한계가 있었다. 또 이러한 행동은 결국 막부·슈고·고쿠진들로부터도 반발을 사기에 이른다.
분메이 16년(1484년) 아마고 씨의 거성(居城)이 포위당하는 사태가 벌어져 슈고다이직을 박탈당하고 이즈모로부터도 쫓겨나게 되었다고 후세의 군기물(軍記物)에서는 언급하고 있다. 이에 대해서는 슈고다이직에서 쫓겨났을 뿐 이즈모에 그대로 머무르며 일정한 권력은 보유하고 있었던 것으로 보기도 하며, 실제로 조쿄(長享) 2년(1488년) 이즈모의 고쿠진이었던 미사와 씨(三沢氏)를 공격해 항복시키는 등 그 권력이 쇠퇴하지는 않았다는 것을 확인할 수 있다.
다만 슈고다이 지위를 되찾고 완전 복권을 달성하는 것은 메이오(明応) 9년(1500년)의 일로, 오미 국에서의 일족간 항쟁(교고쿠 소란京極騒乱)에 패해 낙향해 온 마사쓰네와의 관계를 수복하고 마사쓰네 사후 이즈모 대사(出雲大社)의 조영을 행하는 가운데 쓰네히사는 신지 씨(宍道氏)와의 혼인관계를 추진하고 대립관계에 있던 엔야 씨(塩冶氏)를 압박하는 등 이즈모의 통치자로써의 지위를 확립해 나가기 시작하였다. 한편 마사쓰네는 손자인 기치도지마루(吉童子丸)에게 가독을 넘겨 주고 에이쇼(永正) 5년(1508년)에 사망했고, 쓰네히사는 기치도지마루의 후견인으로 지명되었으나, 기치도지마루는 얼마 안 가서 행방불명되어 쓰네히사가 사실상의 이즈모의 주인이 된 것이나 다름 없었다. 다만 그 뒤로도 쓰네히사에게 저항하는 이즈모 국내의 움직임은 이어졌으며, 쓰네히사가 이즈모 국내를 완전히 장악하게 되는 것은 그로부터 10년이나 지난 다이에이(大永) 연간에 이르러서였다.

### 세력 확대
에이쇼 8년(1511년)에 주고쿠 지방의 대다이묘였던 오우치 씨(大内氏)의 당주 오우치 요시오키(大内義興)가 교토로 상경한다. 이 상경에 쓰네히사도 따랐다(교토에서는 후네오카 산 전투船岡山合戦에 참전하였다고 하나 상세한 것은 알려져 있지 않다).
에이쇼 9년(1512년), 빈고(備後)의 고쿠진인 오바야마 성(大場山城) 성주 고시 다메노부(古志為信)가 오우치 씨에 대해 일으킨 반란을 쓰네히사가 지원하였다. 이 시기에 쓰네히사의 둘째 아들 구니히사(国久)는 호소카와 다다쿠니(細川高国)로부터, 셋째 아들 엔야 오키히사(塩冶興久)는 요시오키로부터 각각 이름 한 글자씩을 받아, 양자와의 관계를 친밀하게 하려 했던 것으로 보인다.
에이쇼 10년(1513년) 쓰네히사는 동생 쓰네유키(久幸)에게 호키 국(伯耆国)의 난조 무네카쓰(南条宗勝)를 치도록 명하는 한편 적남 마사히사(政久)를 아마고에 반기를 든 사쿠라이 뉴도 소세키(桜井入道宗的)가 농성하고 있던 아요 성(阿用城)에 보냈다. 그러나 마사히사는 가던 도중에 화살에 맞아 숨을 거두었다.
에이쇼 14년(1517년), 오우치 요시오키의 이와미 슈고 취임에 이의를 제기한 전임 이와미 슈고 야마나 씨(山名氏)와 결탁해 이와미국(石見国) 국내 오우치 세력의 성을 공격하였다. 그러나 이 때 오우치 씨와의 전투는 소규모의 충돌 정도였고 이듬해(1518년)에야 교토에서 본국인 스오(周防国)으로 돌아간 오우치 요시오키가 아직 교토에 체류하고 있을 때부터 쓰네히사가 오우치 영지를 침범하고 있었다는 견해는 정확하지 않다.
또 같은 해 빗추국(備中国) 북부의 신미 씨(新見氏)와도 결탁해 미무라 씨(三村氏)를 공격하였다.
에이쇼 17년(1520년) 쓰네히사는 이즈모 서부에 대한 자신의 지배권을 확립하였다. 그러나 한편으로 빈고국(備後国)의 야마우치 씨(山内氏)나 아키국(安芸国)의 시시도 씨(宍戸氏) 등 국경을 접하고 있던 고쿠진 영주들과의 대립이 생겼고, 특히 야마우치 씨의 이즈모에 대한 영향력은 무시할 수 없는 수준이었다. 때문에 빈고·아키로의 진출은 이즈모의 국내 지배를 안정시키기 위해서도 필요한 것이었고, 그것은 그 지역에 이해관계를 갖고 있던 오우치 씨와의 군사적 충돌을 의미하는 것이기도 했다.
다이에이 원년(1521년) 이후, 아마고 씨는 요시오키가 슈고를 맡고 있던 이와미로도 침입했다. 아키 국으로도 진출을 시도해 다이에이 3년(1523년) 중신 가메이 히데쓰나(亀井秀綱)를 통해 그 산하의 아키 고쿠진이던 모리 씨(毛利氏)에게 오우치 씨의 아키 경영의 거점이던 가가미 산성(鏡山城)을 치게 했다. 모리 씨의 당주였던 모리 고마쓰마루(毛利幸松丸)의 숙부 모토나리(元就)는 책략을 써서 가가미 성주 구라타 후사노부(蔵田房信)의 숙부였던 구라타 나오노부(蔵田直信)를 꾀어 성주를 배반하도록 하여, 후사노부가 할복하고 가가미 산성은 함락되었다. 훗날 나오노부 역시 죽임을 당했다(가가미 산성 전투).
다이에이 4년(1524년) 쓰네히사는 군세를 이끌고 호키 서부를 침공하였고, 난조 무네카쓰를 격파하고 슈고 야마나 스미유키(山名澄之)를 패퇴시켰다. 패배한 호키 고쿠진 대부분이 이나바(因幡)·단바(但馬)로 도주하였는데, 난조 무네카쓰도 단바 야마나 씨(但馬山名氏)에 의지하였다(다이에이 5월 패배大永の五月崩れ).
그러나 같은 해 아마고 편에 서 있던 아키 다케다 씨(安芸武田氏)·도모타 씨(友田氏)가 오우치 씨에게 패하고 모리 모토나리도 이복 동생이던 아이오 모토쓰나(相合元綱)와의 내분을 겪어 다이에이 5년(1525년)에 아마고와의 관계를 청산하고 오우치로 소속을 바꾸었다. 이로써 아마고 씨로 기울어 있었던 아키 국내의 세력 균형이 흔들리게 되었다. 모리 씨의 이반은 모리 씨의 후계 다툼에 가메이 히데쓰나가 개입한 것이 큰 원인으로 작용하였는데, 히데쓰나의 개입은 사실 쓰네히사의 강한 의향이 작용한 것이었다고 추정되고 있다.
다이에이 6년(1526년) 호키·빈고의 슈고직을 맡게 된 야마나 씨가 반(反)아마고 편에 선다는 입장을 분명히 하고, 오우치·야마나 씨에게 포위된 형세가 되자 이듬해 다이에이 7넌(1527년) 쓰네히사는 몸소 빈고 국으로 병사를 내었으나 호소자와 산(細沢山)에서 오우치의 중신 스에 오키후사(陶興房)에게 패해 퇴각하였고, 이를 계기로 아마고 편이던 빈고 고쿠진 대부분이 오우치로 돌아서버렸다.

### 엔야 오키히사의 난
교로쿠(享禄) 원년(1528년) 쓰네히사는 다시금 몸소 빈고 국으로 나아가 다카야마 씨(多賀山氏)의 시토미야마 성(蔀山城)을 쳐서 함락시켰는데, 같은 해 5월에 이와미 국내의 아마고 세력이던 다카하시 씨(高橋氏)가 모리·와치 씨(和智氏)에 멸망당했다.
교로쿠 3년(1530년) 쓰네히사의 셋째 아들이던 엔야 오키히사가 반아마고파임을 선언하면서 내분이 발발하였다. 이즈모 대사·가쿠엔지(鰐淵寺) 등의 이즈모 국내 지샤 세력과 미사와 씨(三沢氏)·다카 씨(多賀氏)·빈고의 야마우치 씨 등 여러 세력이 오키히사의 아군으로 가담한 대규모 반란이었다. 또한 같은 시기에 오키히사는 오우치 씨의 지원을 요청하기도 하였다. 쓰네히사도 비슷한 시기에 오우치에 글을 보냈다고 한다. 소극적인 반응이었던 오우치 씨는 쓰네히사를 지원하겠다는 입장을 밝혔고, 당시 오우치 씨의 가신이었던 스에 오키후사가 교토쿠 3년 5월 28일에 쓴 편지에는 오키히사가 아버지 쓰네히사와 정면으로 대립하면서 몇 차례나 쓰네히사의 공격을 격퇴하였다는 것을 시사하고 있다. 하지만 오우치는 양자의 지원요청 가운데 최종적으로는 쓰네히사측을 지원함으로써 아마고와 화목하는 쪽을 택했다.
반란은 덴분(天文) 3년(1534년)에야 진압되었고, 오키히사는 빈고 야마우치 씨의 고타치 성(甲立城)으로 달아났지만 죽은 형 마사히사의 아들인 조카 아키히사(詮久)의 공격 등으로 자결하였다. 오키히사의 수급을 확인하기 위해 소금에 절인 오키히사의 수급이 아마고에 전해졌는데, 오키히사의 옛 영지는 쓰네히사의 둘째 아들이었던 구니히사가 갖게 되었다. 같은 시기에 오키 국의 고쿠진이었던 오키 다메키요(隠岐為清)가 반란을 일으켰으나 곧 진압되었다.
오키히사를 토벌했던 아마고 아키히사는 미마사카국(美作国)으로도 침공, 미마사카를 아마고의 영향 아래 두었다. 또 그 뒤로도 비젠(備前)으로도 침공하는 등 아마고는 세력을 조금씩 동쪽으로 넓혀 나갔다. 그 뒤 아키히사는 오토모 씨(大友氏)와 함께 반오우치씨 포위망에도 가담하였다.

### 가독 양도
덴분 6년(1537년) 쓰네히사는 가독을 적손 아키히사에게 넘겨주었다. 그 해에는 오우치 씨 소유의 이와미 은광(石見銀山)을 빼앗았다.
오토모와 오우치 사이의 다툼이 이어지는 가운데(아마고는 오우치와는 표면상으로 화친 상태에 있었다) 아마고는 동부로 차츰 세력을 넓혀 나갔고, 하리마(播磨)의 슈고 아카마쓰 마사스케(赤松政祐)와의 전투에서 크게 승리, 마사스케는 일시 아와지국(淡路国)으로 달아나기도 했다. 이듬해인 덴분 8년(1539년) 벳쇼 씨(別所氏)가 농성하고 있던 미키 성(三木城)이 아마고 편으로 돌아서면서 마사스케는 다시 사카이(堺)로 달아났다. 이를 계기로 아키히사는 교토로 상경할 계획도 세웠지만, 오토모가 오우치와 화친하고 아마고 씨와의 화친을 파기, 이와미 은광을 빼앗겼다. 그 해 오우치 씨는 아키에서 아마고 세력으로 아마고의 원병을 받고 있던 아키의 아마고 세력인 다케다 씨(武田氏)의 거성 사토카나야마 성(佐東銀山城)을 함락시키고, 당주 다케다 노부자네(武田信実)는 일시 와카사국(若狭国)으로 달아났다. 때문에 아키히사는 이즈모로 철수해야 했다.
이로 인해 아마고와 오우치의 화친은 완전히 파탄났고, 덴분 9년(1540년) 오우치와의 조기 결전을 목표로 오우치 세력 아래 있던 아키 고쿠진 모리 씨의 토벌에 나섰다(이는 오우치에 의해 쫓겨난 다케다 노부자네의 요청도 있었다). 주변 형세는 아마고에 유리했고, 여러 구니로부터 원병도 늘어나서 3만 기(騎)로 늘어났다. 이 대군을 거느리고 요시다 고리 산성(吉田郡山城)을 포위, 오우치와 결전을 대비하였으나, 이듬해 이쓰쿠시마 신사(厳島神社)에 전승 기원을 마치고 출정한 스에 다카후사(陶隆房)가 이끄는 오우치의 원병 2만 기와의 결전 끝에 패배했고, 아마고 씨는 아키에서의 기반을 잃고 말았다(요시다고오리 산성 전투).
덴분 10년(1541년) 11월 13일, 아마고 쓰네히사는 갓산토다 성(月山富田城)에서 서거하였다. 향년 84세(만82세)였다.

## 인물·일화
- 계략뿐만 아니라 다방면으로 우수하여 문무양도였다고 한다. 만년에 그린 자화상이 남아 있다.
- 계락가로서는 냉철하였으나, 한편으로 가신에게 굉장히 신경을 쓰는 자상한 인물이었다. 쓰네히사의 인품을 그리는 일화로, 가신이 쓰네히사가 가진 물건을 칭찬하면 굉장히 기뻐하며 아무리 비싼 물건이라도 금세 가신에게 주어버렸기 때문에 가신들은 이를 황송하게 여겨 쓰네히사의 물건은 칭찬하지 않고 단지 바라보기만 하기로 했다는 이야기가 전해진다. 그 뒤, 어떤 가신이 정원에 있는 소나무라면 칭찬해도 괜찮을 것이라고 생각하여 소나무의 가지 모양이 훌륭하다고 칭찬하였는데, 쓰네히사는 그 소나무를 파내어 그 가신에게 주려고 했기 때문에 주변 사람들이 당황하여 제지했으나, 쓰네히사는 포기하지 않고 기어코 소나무를 베어내어 주었다. 세인들은 아까운 일이라고 수군댔지만, 쓰네히사는 전혀 신경 쓰지 않았다고 한다. 또한 어떤 겨울에는 입고 있던 옷을 벗어서 가신에게 주어버렸기 때문에, 얇은 면으로 된 고소데 한장으로 버텼다는 이야기도 있다. 이러한 일화는 센고쿠 무장으로서는 유례가 없는 것이므로, 의외로 사실일 가능성이 높다. 그러나 한편으로 관점을 바꿔보면, 당시의 아마고 가문은 은상과 물건으로 가신과의 관계를 굳히지 않으면 안 될 정도로 기반이 약했었다고 볼 수도 있다.

## 정책

### 외교 관계
- 쓰네히사는 혼간지의 쇼뇨(証如)와 손을 잡았다. 적손 하루히사 대에도 혼간지와 연락을 취하고 있어서 혼간지 측의 일기에 아마고 가문의 이름이 자주 등장한다.

### 아마고 일족의 모반
쓰네히사는 적극적으로 혼인 정책을 취하여, 고쿠진 등과 인척 관계를 맺어 아마고 가문의 세력의 확대를 꾀하였다. 이러한 정책은 아마고 가문의 세력 확대에는 공헌하여 적손 하루히사 대에 아마고 가문은 주고쿠 지방의 대 다이묘로서 전성기를 맞이하였다. 그러나 쓰네히사는 일족과 일문의 불화를 조정하는데 실패하였고, 더욱이 이 인척관계가 차기 당주 하루히사와 친족·고쿠진과의 알력이 생기는 원인이 되어 가문 내의 내분이 일어나는 등, 최후에는 많은 난제를 남기고 세상을 뜨게 된다.

### 내정
- 쓰네히사 휘하의 고쿠진은 직속 가신이라고 할 수 없어, 아마고 가문의 지배는 굉장히 불안정한 것이었다. 쓰네히사는 대외 원정이라는 명확한 목표를 내걸고 이에 따르게 하는 것으로 고쿠진들을 통제하려고 노력하며, 아마고 가문을 운영해 나갔다. 이러한 경우는 센고쿠 다이묘들에게서는 드물지 않은 것으로, 가장 유명한 예가 다케다 신겐이 이끄는 다케다 가문이다.
- 쓰네히사 때 이즈모 국내에서 아마고 가문의 영향력이 그리 크지 않았기 때문에 이를 해결하고자 삼남 오키히사를 엔야 가문에 양자로 보냈으나, 이것이 도리어 화근이 되어 친자식의 반란이라는 실책을 불러왔다.
- 11개 구니의 태수라고 불리기는 하나, 실질적으로 지배 하에 두었던 지역은 이즈모·호키국·이키국 정도로 타지역은 유동적인 상황이었다. 실제로 아마고 가문의 기반은 주로 산인 지방이며, 그 세력권도 형식적인 주종관계가 포함되어 있는 것으로 굳건하지 못했다. 게다가, 주고쿠 지방에는 오랜 기간 동안 기반을 굳히고 있던 오우치 가문(大内氏)의 존재가 커서, 역시 최종적으로는 오우치 가문의 침공으로 고생하게 되고, 오키히사의 난으로 가문이 엉망진창이 되었던 것도 사실이다. 그러나, 오우치 가문 같은 유서 깊은 대 다이묘를 상대로 쓰네히사·하루히사 두 대만에 대등한 세력권을 쌓은 것은 평가할 만하다.

## 참고 문헌
- 東京大学史料編纂所 データベース『大日本史料』
- 今井尭『日本史総覧』3（中世 2）、新人物往来社、1984年。NCID BN00172373。
- 藤井崇『大内義興 : 西国の「覇者」の誕生』戎光祥出版〈中世武士選書 21〉、2014年6月。全国書誌番号:22420785。ISBN 978-4-86403-111-0。NCID BB15726292。
- 藤岡大拙、藤沢秀晴『山陰の武将』山陰中央新報社、1974年。
- 米原正義『出雲尼子一族』新人物往来社、1981年。